# Anders Smith
Anders Roger Smith, född 26 juni 1875 i Håby församling, Göteborgs och Bohus län, död 30 april 1953 i Hedvig Eleonora församling, Stockholm, var en svensk handlare och skeppsredare.
Anders Smith var son till grosshandlaren och godsägaren Frans Hilmer Theodor Smith. Han var syssling till Salomon Smith. Efter läroverksstudier i Uddevalla och Göteborg 1885–1893 praktiserade Smith på olika skeppsredarekontor i Sverige och England 1894–1900 samt var anställd hos Mina de Sao Domingos i Portugal 1901–1905 och hos Dunderland Iron Ore Company i Norge 1905–1906. Efter hemkomsten till Sverige grundade han 1908 egen grosshandelsaffär i Uddevalla 1916 under firmanamnet And. Smith, främst för import av stenkol och koks. 1916 utvidgade Smith firmans verksamhetsområde genom att uppta även rederirörelse. Särskilt under 1930-talet moderniserades företaget snabbt. 1938 ombildades det till aktiebolag. Stor betydelse fick även den av Smith 1921 i Stockholm grundade firman And. Smith kolimport (ombildad till aktiebolag 1934). Smith var ordförande i styrelsen för båda bolagen. 1917 grundade han Rederi AB Ferlef i Stockholm, vars huvudredare han var. I Uddevalla anlitades Smith tidigt i offentliga uppdrag. Han var bland annat ledamot av hamnstyrelsen där 1910–1921 och ledamot av stadsfullmäktige 1917–1921. Han var ledamot av handelskammaren i Karlstad 1920–1923. Från 1921 var Smith bosatt i Stockholm. Han var ordförande i Sveriges redareförenings östra krets 1930–1933 och i direktionen för Stockholm sjömanshus 1934–1948. Från 1928 var Smith ledamot av styrelsen för Billeruds AB i Säffle, där han 1944–1947 var ordförande och från 1947 vice ordförande.